# Balast
|  | No s'ha de confondre amb balast (electricitat). |

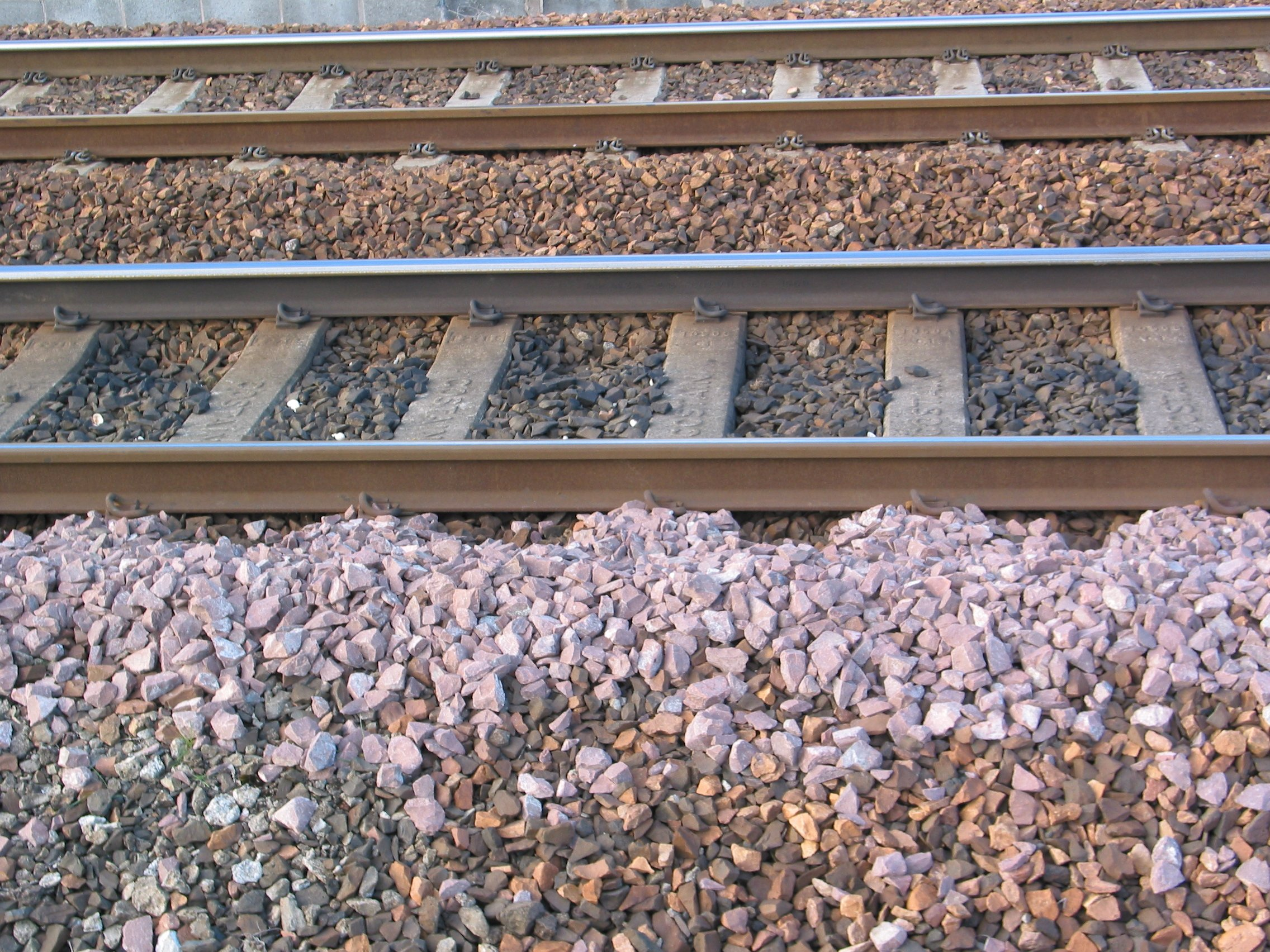
Balast dipositat a les vies

El balast és la pedra utilitzada en la construcció de vies fèrries, normalment grava matxucada i angulada amb un diàmetre entre 25 i 50 mil·límetres. Les pedres es disposen sota, entremig i al voltant de les travesses. El terme prové de l'anglès ballast ("llast"), en referència al material pesant que es feia servir als vaixells buits per donar-los estabilitat.

## Característiques
Un bon balast ha de ser fort, estable, amb capacitat de drenatge, fàcil de netejar i manipular, resistent a la deformació, fàcil d'aconseguir i, sobretot, econòmic, perquè se'n requereixen grans quantitats per traçar una línia fèrria.
Els primers constructors de ferrocarrils no li donaven gaire importància i usaven qualsevol material al seu abast, com ara cendres, talc, terra o restes de les calderes de les locomotores. De vegades també s'utilitzen les escòries provinents de les foneries. Pel que fa a la forma, es prefereixen roques angulades, ja que s'acoblen millor entre elles i redueixen les vibracions. Els materials tous, com l'argila, no són apropiats, ja que tendeixen a degradar-se sota càrrega si estan humits i causen una deterioració de la línia; el granit, tot i que més car, és un dels millors materials per a aquesta aplicació. Actualment es fan servir les roques de la zona on es construeix el ferrocarril, com la quarsita.
Es fabrica a partir de roques sanes i el producte ha de complir unes característiques determinades de granulometria. Les porcions han de ser d'entre 25 i 50 mm de diàmetre. Si fossin més grans, no s'acoblarien bé entre elles i se'n reduiria l'estabilitat. Si fossin més menudes, disminuiria la capacitat d'evacuació d'aigua.
Al llarg de la vida útil d'un tram de ferrocarril, el balast s'ha de reposar amb certa regularitat perquè els grans pesos que suporta i les vibracions absorbides fa que es vagi compactant i deformant, arribant a vegades a perdre el nivell original.

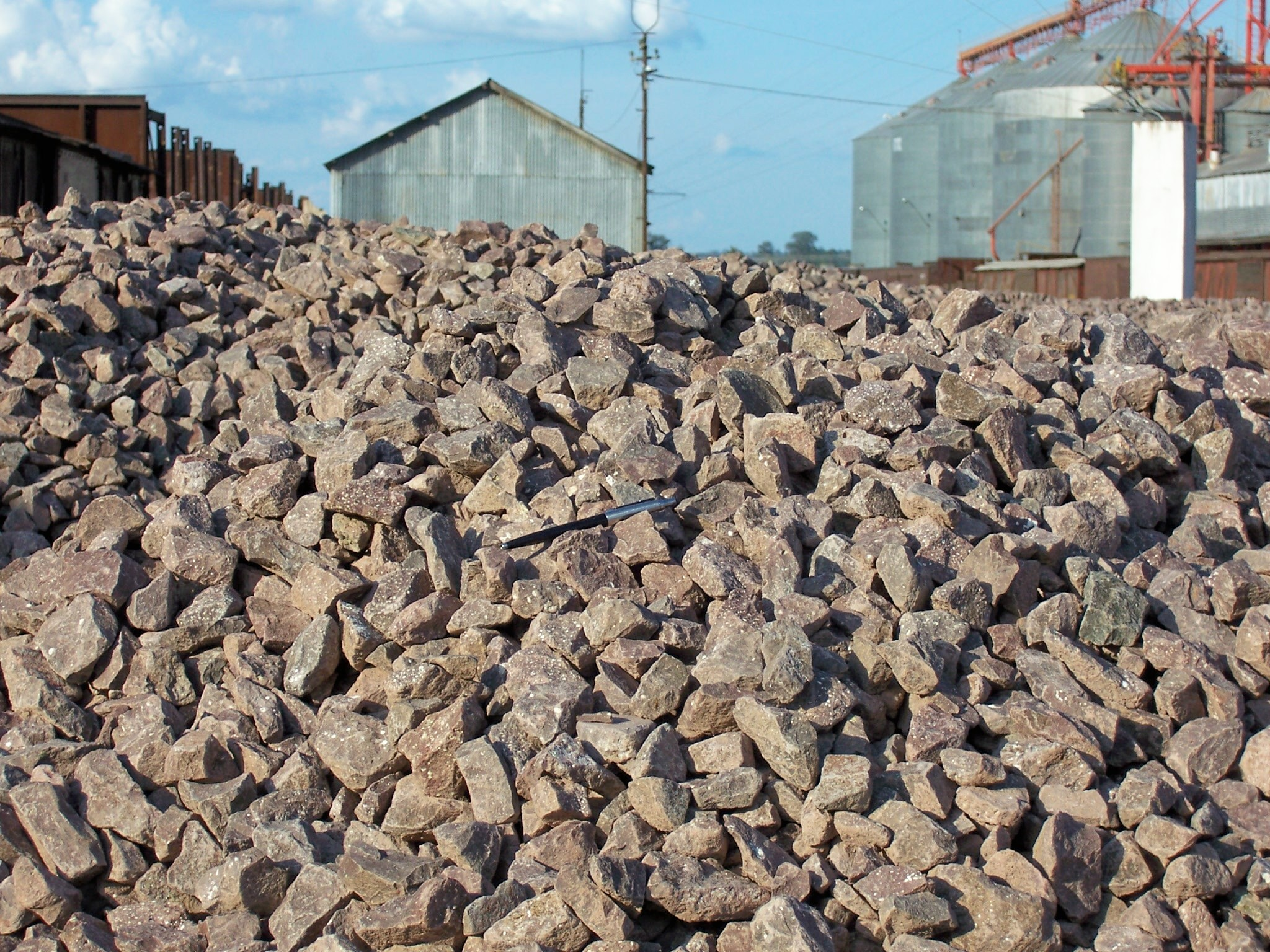
Balast procedent de la pedrera de Batoví, Tacuarembó, Uruguai.

## Funció
La principal funció del balast és donar estabilitat a la via perquè no es deformi durant la construcció ni durant la circulació dels trens, oferint una bona resistència que faciliti la frenada dels combois. Per això és important tant la seva continuïtat com la de la pròpia via, per tal de poder transmetre de manera distribuïda la força del tren. A més, també fa disminuir les pressions transmeses al terreny i actua com a drenatge de l'aigua de pluja. Una altra funció és evitar el creixement de vegetació que pugui malmetre la infraestructura.